# Santuario della Madonna dell'Acqua
Il santuario della Madonna dell'Acqua si trova nell'omonima località del comune di Cascina, è situato lungo via Tosco-Romagnola al confine con il comune di Calcinaia.

## Storia e descrizione

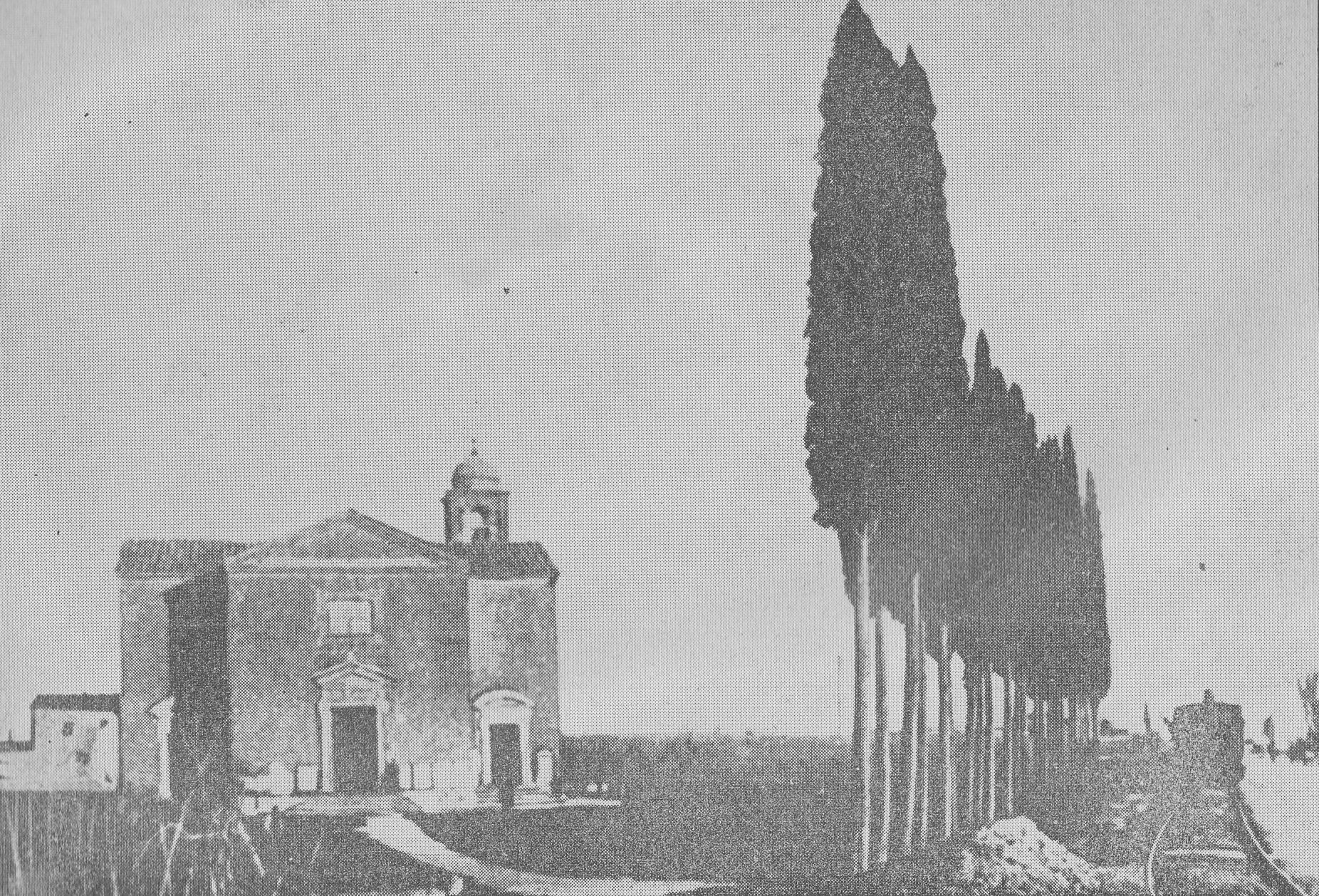
La chiesa in una vecchia foto dei primi del Novecento

La chiesa fu edificata fra il 1614 e il 1619 su progetto di Iacopo Maruscelli con un'elegante struttura a pianta centrale a croce greca. I quattro bracci hanno prospetti esterni con timpano e coperture a capanna. Il breve campanile con cupoletta risale a ristrutturazioni settecentesche.
All'interno sono conservati un imponente altar maggior con affresco staccato con la Madonna col Bambino (XVI secolo) e l'altare di San Rocco con una tela raffigurante il santo, eseguita in occasione della peste del 1630.
Dal 1887 al 1953 presso il santuario esisteva la fermata omonima della tranvia a vapore che, percorrendo l'asse della via Fiorentina, collegava Pisa con Pontedera e Calci.